# 石家河遗址
石家河遗址是湖北省天门市境内的一处新石器时代遗址。遗址位于石家河镇，发现于1954年，年代为公元前3000至2000年。石家河遗址为长江中游地区规模最大、保存最完整的史前聚落遗址，占地面积8平方公里，包含40多个遗址地点。遗址为《考古》杂志评选的“中国20世纪100项考古大发现”之一，是全国重点文物保护单位。

## 文物保护情况
1956年11月15日，分别以“天门土城”、“天门石家河附近遗址”的名义被湖北省人民委员会列为第一批湖北省文物保护单位；1996年11月20日，以“石家河遗址”的名义被中华人民共和国国务院列为第四批全国重点文物保护单位。
其作为文物的保护范围为：东至东河，南至石河镇政府，西至西河，北至龙王村。